# Giải vô địch bóng đá thế giới 1930
Giải bóng đá vô địch thế giới 1930 là giải bóng đá vô địch thế giới đầu tiên (tên chính thức là 1930 Football World Cup - Uruguay / 1er Campeonato Mundial de Football) và được tổ chức từ 13 tháng 7 đến 30 tháng 7 năm 1930 ở Uruguay. Đây là kỳ World Cup duy nhất mà tất cả các trận đấu được tổ chức ở cùng một thành phố là Montevideo, Thủ đô nước Cộng hòa Đông Uruguay.
Uruguay được chọn làm nơi đăng cai kỳ World Cup 1930 là vì đội tuyển Uruguay đã xuất sắc giành huy chương vàng ở bộ môn bóng đá tại hai kỳ Thế vận hội liên tiếp vào các năm 1924 và 1928, và năm 1930 là năm kỷ niệm 100 năm ngày Uruguay giành được độc lập. Nhưng việc giải đấu diễn ra ở vùng Nam Mỹ khiến cho hầu hết các đội tuyển châu Âu đều không muốn đi gửi đội tham dự giải bởi hành trình bằng tàu thủy quá tốn kém và dài trong bối cảnh Đại khủng hoảng. Điều này đã khiến hai tháng trước khi khai mạc giải, vẫn chưa có đội tuyển nào của châu Âu đăng ký tham dự. Bằng nỗ lực vận động tích cực của ông Jules Rimet, Chủ tịch FIFA ở lúc đó và cũng là người sáng lập ra giải đấu, bốn đội tuyển châu Âu là Pháp, Bỉ, Romania và Nam Tư cuối cùng chấp nhận tham gia. 4 đội bóng này đã cùng lên chuyến tàu Conte Verde khởi hành ngày 21 tháng 6 năm 1930 tại vùng lãnh thổ Villefranche-Sur-Mer, Pháp; tàu dừng lại Rio de Janeiro ngày 29 tháng 6 để giải đón nhận thêm đội bóng Brasil trước khi cập bến ở Montevideo vào ngày 4 tháng 7. Đây cũng là kỳ giải World Cup duy nhất không hề có vòng loại và trận tranh hạng ba, năm 1986 thì FIFA căn cứ hiệu số bàn thắng nên công nhận đội Hoa Kỳ giành hạng 3.
Argentina, Uruguay, Hoa Kỳ và Nam Tư giành chiến thắng trong các bảng để lọt vào vòng bán kết. Trong trận chung kết, chủ nhà Uruguay cũng như là đội được yêu thích trước giải đấu đã xuất sắc đánh bại đội tuyển Argentina 4–2 trước 68.346 khán giả để chính thức trở thành đội tuyển đầu tiên vô địch World Cup.

## Các sân vận động
| MontevideoGiải vô địch bóng đá thế giới 1930 (Uruguay) | Montevideo                                      | Montevideo                                  | Montevideo                                   |
| MontevideoGiải vô địch bóng đá thế giới 1930 (Uruguay) | Sân vận động Centenario                         | Sân vận động Gran Parque Central            | Sân vận động Pocitos                         |
| MontevideoGiải vô địch bóng đá thế giới 1930 (Uruguay) | 34°53′40,38″N 56°9′10,08″T / 34,88333°N 56,15°T | 34°54′4″N 56°9′32″T / 34,90111°N 56,15889°T | 34°54′18,378″N 56°9′22,42″T / 34,9°N 56,15°T |
| MontevideoGiải vô địch bóng đá thế giới 1930 (Uruguay) | Sức chứa: 90.000                                | Sức chứa: 20.000                            | Sức chứa: 1.000                              |
| MontevideoGiải vô địch bóng đá thế giới 1930 (Uruguay) |                                                 |                                             |                                              |

## Các đội tham dự
FIFA - cơ quan quản lý bóng đá thế giới, đã thảo luận về việc thành lập một giải đấu dành cho các đội tuyển quốc gia trong vài năm trước năm 1930. Tổ chức này đã thay mặt Ủy ban Olympic Quốc tế quản lý bộ phận bóng đá của Thế vận hội Mùa hè từ đầu thế kỷ 20 và sự thành công của cuộc thi tại Thế vận hội Mùa hè 1924 và 1928 đã dẫn đến việc thành lập Giải vô địch bóng đá thế giới . Tại đại hội FIFA lần thứ 17 ở Amsterdam vào tháng 5 năm 1928, giải đấu do chủ tịch Jules Rimet đề xuất và được ban tổ chức chấp nhận, phó chủ tịch FIFA Henri Delaunay tuyên bố: "Bóng đá quốc tế không còn được tổ chức trong giới hạn của Thế vận hội".
World Cup đầu tiên là kỳ duy nhất không có vòng loại. Mọi quốc gia liên kết với FIFA đều được mời tham gia thi đấu và có hạn chót là ngày 28 tháng 2 năm 1930 để chấp nhận. Cuộc thi ban đầu được lên kế hoạch là một giải đấu loại trực tiếp 16 đội với khả năng có vòng loại nếu thừa đội tham dự. Tuy nhiên, số đội không đủ 16 nên không có vòng loại. Rất nhiều sự quan tâm đã được thể hiện bởi các quốc gia ở châu Mỹ: Argentina, Brazil, Bolivia, Chile, Mexico, Paraguay, Peru và Hoa Kỳ, tất cả đều tham dự. Tổng cộng có bảy đội Nam Mỹ tham gia, nhiều hơn bất kỳ vòng chung kết World Cup nào sau đó, và có hai đội Bắc Mỹ tham dự. Tuy nhiên, do chuyến đi dài, tốn kém bằng tàu vượt qua Đại Tây Dương và thời gian dài vắng mặt của các cầu thủ, rất ít đội châu Âu muốn tham gia do cuộc khủng hoảng kinh tế đang diễn ra. Một số đội từ chối cho phép đi đến Nam Mỹ trong bất kỳ trường hợp nào, và không có đội châu Âu nào đăng ký tham gia trước thời hạn. Trong một nỗ lực để đạt được sự tham gia của một số đội châu Âu, Hiệp hội bóng đá Uruguay đã gửi thư mời tới Hiệp hội bóng đá Anh, mặc dù Vương quốc Anh (Anh, Bắc Ireland, Scotland và Wales) đã rút khỏi FIFA vào thời điểm đó. Ủy ban FA đã từ chối lời mời vào ngày 18 tháng 11 năm 1929. Hai đội đến từ châu Á - Nhật Bản và Xiêm La (Thái Lan ngày nay) rút lui. Trong khi Ai Cập - đội châu Phi duy nhất tham gia, đã rút lui do một cơn bão ở Địa Trung Hải, và họ bị lỡ chuyến tàu đi đến Uruguay.
Hai tháng trước khi bắt đầu giải đấu, không có đội nào từ châu Âu chính thức tham gia. Chủ tịch FIFA Rimet đã can thiệp và bốn đội châu Âu cuối cùng đã thực hiện chuyến đi bằng đường biển: Bỉ, Pháp, Romania và Nam Tư. Đội Romania, được huấn luyện bởi Constantin Rădulescu cùng đội trưởng Rudolf Wetzer và Octav Luchide, đã tham gia cuộc thi sau sự can thiệp của Vua Carol II mới lên ngôi. Nhà vua đã đích thân chọn cầu thủ và thương lượng với các nhà tuyển dụng để đảm bảo rằng các cầu thủ vẫn có việc làm khi họ trở về. Người Pháp tham dự bằng lời mời của chủ tịch FIFA Rimet, nhưng cả hậu vệ ngôi sao của Pháp Manuel Anatol và huấn luyện viên thường xuyên của đội Gaston Barreau đều không thể bị thuyết phục để thực hiện chuyến đi. Người Bỉ tham gia theo lời mời của phó chủ tịch FIFA người Bỉ gốc Đức Rodolphe Seeldrayers.
Đội Romania lên tàu SS Conte Verde tại Genoa, Ý. Đội Pháp và Nam Tư được đón tại Villefranche-sur-Mer, Pháp, vào ngày 21 tháng 6 năm 1930, và đón đội Bỉ tại Barcelona , Tây Ban Nha. Conte Verde mang theo Rimet, chiếc cúp và ba trọng tài châu Âu được chỉ định: hai trọng tài người Bỉ John Langenus và Henri Christophe, cùng với Thomas Balvay, một trọng tài người Pháp. Đội Brazil đã được đón khi thuyền cập cảng Rio de Janeiro vào ngày 29 tháng 6 trước khi đến Uruguay vào ngày 4 tháng 7. Quả bóng chính thức được sử dụng cho giải đấu là T-Model.

### Danh sách các đội được mời
16 đội sau ban đầu đủ điều kiện tham dự giải đấu cuối cùng. Tuy nhiên, chỉ có 13 đội đã tham gia do sự rút lui của Ai Cập, Nhật Bản và Xiêm La.
| - Argentina - Bỉ - Bolivia - Brazil - Chile - Ai Cập (rút lui do bị lỡ tàu) - Pháp - Nhật Bản (rút lui) | - Mexico - Paraguay - Peru - Romania - Xiêm La (rút lui) - Hoa Kỳ - Uruguay (chủ nhà) - Nam Tư |

## Trọng tài
Sau đây là danh sách các trọng tài được chỉ định cho giải đấu. Các trọng tài in nghiêng chỉ được chỉ định làm trọng tài biên trong suốt giải đấu.
| Châu Âu - Thomas Balvay - Henri Christophe - Jan Langenus - Costel Rădulescu Bắc Mỹ - Gaspar Vallejo | Nam Mỹ - Gualberto Alonso - Martin Aphesteguy - Domingo Lombardi - José Macías - Francisco Mateucci - Almeida Rêgo | - Ulises Saucedo - Anibal Tejada - Ricardo Vallarino - Alberto Warnken |

## Vòng bảng

### Bảng 1
| VT | Đội       | ST | T | H | B | BT | BB | HS | Đ | Giành quyền tham dự             |
| -- | --------- | -- | - | - | - | -- | -- | -- | - | ------------------------------- |
| 1  | Argentina | 3  | 3 | 0 | 0 | 10 | 4  | +6 | 6 | Tham dự vòng đấu loại trực tiếp |
| 2  | Chile     | 3  | 2 | 0 | 1 | 5  | 3  | +2 | 4 |                                 |
| 3  | Pháp      | 3  | 1 | 0 | 2 | 4  | 3  | +1 | 2 |                                 |
| 4  | México    | 3  | 0 | 0 | 3 | 4  | 13 | −9 | 0 |                                 |

| Pháp                                                | 4–1      | México      |
| --------------------------------------------------- | -------- | ----------- |
| L. Laurent 19' · Langiller 40' · Maschinot 43', 87' | Chi tiết | Carreño 70' |

| Argentina | 1–0      | Pháp |
| --------- | -------- | ---- |
| Monti 81' | Chi tiết |      |

| Chile                                      | 3–0      | México |
| ------------------------------------------ | -------- | ------ |
| Carlos Vidal 3', 65' · M. Rosas 51' (l.n.) | Chi tiết |        |

| Chile        | 1–0      | Pháp |
| ------------ | -------- | ---- |
| Subiabre 67' | Chi tiết |      |

| Argentina                                             | 6–3      | México                                |
| ----------------------------------------------------- | -------- | ------------------------------------- |
| Stábile 8', 17', 80' · Zumelzú 12', 55' · Varallo 53' | Chi tiết | M. Rosas 42' (ph.đ.), 65' · Gayón 75' |

| Argentina                          | 3–1      | Chile        |
| ---------------------------------- | -------- | ------------ |
| Stábile 12', 13' · M. Evaristo 51' | Chi tiết | Subiabre 15' |

### Bảng 2
| VT | Đội     | ST | T | H | B | BT | BB | HS | Đ | Giành quyền tham dự             |
| -- | ------- | -- | - | - | - | -- | -- | -- | - | ------------------------------- |
| 1  | Nam Tư  | 2  | 2 | 0 | 0 | 6  | 1  | +5 | 4 | Tham dự vòng đấu loại trực tiếp |
| 2  | Brasil  | 2  | 1 | 0 | 1 | 5  | 2  | +3 | 2 |                                 |
| 3  | Bolivia | 2  | 0 | 0 | 2 | 0  | 8  | −8 | 0 |                                 |

| Nam Tư                 | 2–1      | Brasil        |
| ---------------------- | -------- | ------------- |
| Tirnanić 21' · Bek 30' | Chi tiết | Preguinho 62' |

| Nam Tư                                          | 4–0      | Bolivia |
| ----------------------------------------------- | -------- | ------- |
| Bek 60', 67' · Marjanović 65' · Vujadinović 85' | Chi tiết |         |

| Brasil                                 | 4–0      | Bolivia |
| -------------------------------------- | -------- | ------- |
| Moderato 37', 73' · Preguinho 67', 83' | Chi tiết |         |

### Bảng 3
| VT | Đội         | ST | T | H | B | BT | BB | HS | Đ | Giành quyền tham dự             |
| -- | ----------- | -- | - | - | - | -- | -- | -- | - | ------------------------------- |
| 1  | Uruguay (H) | 2  | 2 | 0 | 0 | 5  | 0  | +5 | 4 | Tham dự vòng đấu loại trực tiếp |
| 2  | România     | 2  | 1 | 0 | 1 | 3  | 5  | −2 | 2 |                                 |
| 3  | Perú        | 2  | 0 | 0 | 2 | 1  | 4  | −3 | 0 |                                 |

| România                            | 3–1      | Perú               |
| ---------------------------------- | -------- | ------------------ |
| Deşu 1' · Stanciu 79' · Kovács 89' | Chi tiết | Souza Ferreira 75' |

| Uruguay    | 1–0      | Perú |
| ---------- | -------- | ---- |
| Castro 65' | Chi tiết |      |

| Uruguay                                         | 4–0      | România |
| ----------------------------------------------- | -------- | ------- |
| Dorado 7' · Scarone 24' · Anselmo 30' · Cea 35' | Chi tiết |         |

### Bảng 4
| VT | Đội      | ST | T | H | B | BT | BB | HS | Đ | Giành quyền tham dự             |
| -- | -------- | -- | - | - | - | -- | -- | -- | - | ------------------------------- |
| 1  | Hoa Kỳ   | 2  | 2 | 0 | 0 | 6  | 0  | +6 | 4 | Tham dự vòng đấu loại trực tiếp |
| 2  | Paraguay | 2  | 1 | 0 | 1 | 1  | 3  | −2 | 2 |                                 |
| 3  | Bỉ       | 2  | 0 | 0 | 2 | 0  | 4  | −4 | 0 |                                 |

| Hoa Kỳ                                  | 3–0      | Bỉ |
| --------------------------------------- | -------- | -- |
| McGhee 23' · Florie 45' · Patenaude 69' | Chi tiết |    |

| Hoa Kỳ                  | 3–0      | Paraguay |
| ----------------------- | -------- | -------- |
| Patenaude 10', 15', 50' | Chi tiết |          |

| Paraguay        | 1–0      | Bỉ |
| --------------- | -------- | -- |
| Vargas Peña 40' | Chi tiết |    |

## Vòng đấu loại trực tiếp

### Sơ đồ thi đấu
|  | Bán kết                             | Bán kết   |   |  | Chung kết                           | Chung kết |  |
|  |                                     |           |   |  |                                     |           |  |
|  | 27 tháng 7 – Montevideo (Cenetario) |           |   |  |                                     |           |  |
|  | Uruguay                             | 6         |   |  |                                     |           |  |
|  | Nam Tư                              | 1         |   |  |                                     |           |  |
|  |                                     |           |   |  |                                     |           |  |
|  |                                     |           |   |  | 30 tháng 7 – Montevideo (Cenetario) |           |  |
|  |                                     |           |   |  | Uruguay                             | 4         |  |
|  |                                     | Argentina | 2 |  |                                     |           |  |
|  |                                     |           |   |  |                                     |           |  |
|  |                                     |           |   |  |                                     |           |  |
|  |                                     |           |   |  |                                     |           |  |
|  | 26 tháng 7 – Montevideo (Cenetario) |           |   |  |                                     |           |  |
|  | Argentina                           | 6         |   |  |                                     |           |  |
|  | Hoa Kỳ                              | 1         |   |  |                                     |           |  |

### Bán kết
| Argentina                                                       | 6–1      | Hoa Kỳ    |
| --------------------------------------------------------------- | -------- | --------- |
| Monti 20' · Scopelli 56' · Stábile 69', 87' · Peucelle 80', 85' | Chi tiết | Brown 89' |

| Uruguay                                            | 6–1      | Nam Tư         |
| -------------------------------------------------- | -------- | -------------- |
| Cea 18', 67', 72' · Anselmo 20', 31' · Iriarte 61' | Chi tiết | Vujadinović 4' |

### Chung kết
| Uruguay                                         | 4–2      | Argentina                  |
| ----------------------------------------------- | -------- | -------------------------- |
| Dorado 12' · Cea 57' · Iriarte 68' · Castro 89' | Chi tiết | Peucelle 20' · Stábile 37' |

## Vô địch
| Vô địch World Cup 1930 Uruguay Lần đầu |

## Cầu thủ ghi bàn
8 bàn
- Guillermo Stábile

5 bàn
- Pedro Cea

4 bàn
- Guillermo Subiabre
- Bert Patenaude

3 bàn
| - Carlos Peucelle - Preguinho | - Peregrino Anselmo | - Ivan Bek |

2 bàn
| - Luis Monti - Adolfo Zumelzú - Moderato | - André Maschinot - Manuel Rosas - Héctor Castro | - Pablo Dorado - Santos Iriarte - Bart McGhee |

1 bàn
| - Mario Evaristo - Alejandro Scopelli - Francisco Varallo - Carlos Vidal - Marcel Langiller - Lucien Laurent - Juan Carreño | - Roberto Gayón - Luis Vargas Peña - Luis Souza Ferreira - Ştefan Barbu - Adalbert Deşu - Constantin Stanciu | - Jim Brown - Héctor Scarone - Blagoje Marjanović - Branislav Sekulić - Aleksandar Tirnanić - Đorđe Vujadinović |

Phản lưới nhà
Manuel Rosas  México (trận gặp  Chile)

## Danh hiệu
Vô địch : Uruguay
Á quân : Argentina
Hạng 3 : Mỹ (công nhận 1986)
Cầu thủ hay nhất : Jose Nasazzi Yarza (Uruguay)
Vua phá lưới : Guillermo Stábille (Argentina)
Găng tay vàng : Enrique Ballestrero (Uruguay)

## Bảng xếp hạng giải đấu thế giới năm 1930 theo FIFA năm 1986
| Hạng                | Đội       | Bảng | Trận | T | H | B | BT | BB | HS  | Điểm |
| ------------------- | --------- | ---- | ---- | - | - | - | -- | -- | --- | ---- |
| 1                   | Uruguay   | C    | 4    | 4 | 0 | 0 | 15 | 3  | +12 | 8    |
| 2                   | Argentina | A    | 5    | 4 | 0 | 1 | 18 | 9  | +9  | 8    |
| 3                   | Hoa Kỳ    | D    | 3    | 2 | 0 | 1 | 7  | 6  | +1  | 4    |
| 4                   | Nam Tư    | B    | 3    | 2 | 0 | 1 | 7  | 7  | 0   | 4    |
| Bị loại ở vòng bảng |           |      |      |   |   |   |    |    |     |      |
| 5                   | Chile     | A    | 3    | 2 | 0 | 1 | 5  | 3  | +2  | 4    |
| 6                   | Brasil    | B    | 2    | 1 | 0 | 1 | 5  | 2  | +3  | 2    |
| 7                   | Pháp      | A    | 3    | 1 | 0 | 2 | 4  | 3  | +1  | 2    |
| 8                   | România   | C    | 2    | 1 | 0 | 1 | 3  | 5  | −2  | 2    |
| 9                   | Paraguay  | D    | 2    | 1 | 0 | 1 | 1  | 3  | −2  | 2    |
| 10                  | Perú      | C    | 2    | 0 | 0 | 2 | 1  | 4  | −3  | 0    |
| 11                  | Bỉ        | D    | 2    | 0 | 0 | 2 | 0  | 4  | −4  | 0    |
| 12                  | Bolivia   | B    | 2    | 0 | 0 | 2 | 0  | 8  | −8  | 0    |
| 13                  | México    | A    | 3    | 0 | 0 | 3 | 4  | 13 | −9  | 0    |